# Brhlovce
Brhlovce (in ungherese Borfő) è un comune della Slovacchia facente parte del distretto di Levice, nella regione di Nitra.